# Nilea ambigua
Nilea ambigua är en tvåvingeart som beskrevs av Bergstrom 2007. Nilea ambigua ingår i släktet Nilea och familjen parasitflugor.
Artens utbredningsområde är Sverige. Arten är reproducerande i Sverige. Inga underarter finns listade i Catalogue of Life.